# KEGG
KEGG (Kyoto Encyclopedia of Genes and Genomes) là một tập hợp các cơ sở dữ liệu đề cập đến các vấn đề như bộ gen, con đường sinh học, bệnh tật, ma túy và các chất hóa học. KEGG được sử dụng cho nghiên cứu và giảng dạy tin sinh học, bao gồm phân tích dữ liệu về hệ gen học, metagenomic, hệ chuyển hóa học và nghiên cứu hệ thống khác, mô hình hóa và mô phỏng hệ thống sinh học và phát triển các phương thức chữa bệnh mới.

## Lịch sử
Dự án cơ sở dữ liệu KEGG được khởi xướng vào năm 1995 bởi Minoru Kanehisa, Giáo sư tại Viện Nghiên cứu Hóa học, Đại học Kyoto, lúc dự án bản đồ gen người đang diễn ra ở Nhật Bản đang diễn ra.  Nắm bắt được nhu cầu về một tài nguyên vi tính hóa có thể được sử dụng để giải thích sinh học về dữ liệu chuỗi bộ gen, ông bắt đầu phát triển cơ sở dữ liệu KEGG PATHWAY. Đây là một tập hợp các con đường chuyển hóa được vẽ thủ công nhằm thể hiện kiến thức thực nghiệm về chuyển hóa và các chức năng khác của tế bào và sinh vật. Mỗi bản đồ như vậy chứa một mạng lưới các tương tác cũng như phản ứng phân tử và được thiết kế để liên kết các gen trong hệ gen với các sản phẩm gen (chủ yếu là các protein) trong con đường. Điều này đã cho phép phân tích được gọi là ánh xạ đường dẫn KEGG, nhờ đó nội dung gen trong hệ gen được so sánh với cơ sở dữ liệu KEGG PATHWAY để kiểm tra các đường dẫn và hàm liên quan nào có khả năng được mã hóa trong hệ gen.
Theo các nhà phát triển, KEGG là một "đại diện máy tính" của hệ thống sinh học. Nó tích hợp các khối xây dựng và sơ đồ nối dây của hệ thống - cụ thể hơn, các khối xây dựng di truyền của gen và protein, các khối xây dựng hóa học từ các phân tử nhỏ và phản ứng, và sơ đồ tương tác phân tử và mạng lưới phản ứng. Khái niệm này được thực hiện trong các cơ sở dữ liệu sau này của KEGG, được phân loại thành các hệ thống, thông tin về gen, hóa học và sức khỏe.
- Thông tin hệ thống

PATHWAY - bản đồ các con đường cho các chức năng của tế bào và sinh vật
MODULE - mô-đun hoặc đơn vị chức năng của gen
BRITE - phân loại cấp bậc của các thực thể sinh học
- Thông tin di truyền

GENOME - bộ gen hoàn chỉnh
GENES - gen và protein trong bộ gen hoàn chỉnh
ORTHOLOGY - ổ gen tiến hóa thẳng trong bộ gen hoàn chỉnh
- Thông tin hóa học

COMPOUND, GLYCAN - hợp chất hóa học và glycan
REACTION, RPAIR, RCLASS - phản ứng hóa học
ENZYME - danh pháp enzyme
- Thông tin sức khỏe

Bệnh - bệnh ở người
Thuốc - thuốc đã được phê duyệt
ENVIRON - thuốc thô và các chất liên quan đến sức khỏe